# Lugovi (Teslić)
Lugovi (szerbül: Лугови), település Bosznia-Hercegovinában, a Szerb Köztársaságban, Teslić községben.

## Fekvése
A település Bosznia-Hercegovina középső részének északi szélén, Dobojtól légvonalban 24, közúton 41 km-re dél-délnyugatra, községközpontjától légvonalban 12, közúton 19 km-re délkeletre, a Mahnjača-hegység területén található. Lugovi településnek a Szerb Köztársaság területéhez csatolt része. Ott található, ahol a Domišlica-folyó és mellékfolyója, a Kućetinska Rijeka egyesül.

## Népessége
| Nemzetiségi csoport | Népesség 1991 | Népesség 2013 |
| ------------------- | ------------- | ------------- |
| Szerb               | 30            | 4             |
| Bosnyák             | 0             | 0             |
| Horvát              | 86            | 6             |
| Jugoszláv           | 1             | 0             |
| Egyéb               | 0             | 4             |
| Összesen            | 117           | 14            |

## Története
Lugovi település 1878-ig tartozott az Oszmán Birodalomhoz, ekkor a berlini kongresszus határozata alapján az Osztrák-Magyar Monarchia része lett. A monarchia szétesésével 1918-ban előbb a Szerb-Horvát-Szlovén Királyság, majd 1929-től a Jugoszláv Királyság része lett. Az 1929-es törvény értelmében, amikor Bosznia-Hercegovinát négy banovinára, Drinskára, Vrbaskára, Zetskára és Primorskára osztották, a település a Vrbaska banovina része lett, amelynek székhelye Banja Luka volt. 
Jugoszlávia megszállása után a Független Horvát Állam (NDH) része lett. A második világháború után 1992-ig a település a szocialista Jugoszlávia keretében a Bosznia-Hercegovinai Népköztársaság része volt. A daytoni egyezmény aláírása után a település nyugati része Teslić község részeként a Szerb Köztársaság területéhez került, míg a keleti rész a Föderáció és Maglaj község terültén maradt.